# Gnophos albistellaria
Gnophos albistellaria là một loài bướm đêm trong họ Geometridae.